# Brothers in Arms (film, 2019)
Pour les articles homonymes, voir Brothers in Arms.
Pour plus de détails, voir Fiche technique et Distribution.
Brothers in Arms (Semper Fi) est un film dramatique britannico-américain coécrit et réalisé par Henry-Alex Rubin, sorti en 2019.

## Synopsis
En 2005, cinq réservistes dans les Marines forment une bande de potes, à la vie à la mort. Meneur de la bande, Cal les protège de leurs ennuis avec la justice avec son badge de policier. L'un d'entre eux, Teddy, surnommé « Oyster », n'est autre que son demi-frère cadet, une tête brûlée instable et ingérable mais Cal se dévoue à s'occuper de lui pour l'éviter de déraper. Prochainement sur le terrain en Irak, ils profitent autant qu'ils peuvent du temps qu'il leur reste. Une nuit, alors qu'il a trop bu, Teddy se retrouve pris dans une bagarre dans un bar et tue l'un de ses adversaires par accident. Paniqué, il tente de fuir la ville. Chargé d'appliquer la loi, Cal n'a pas d'autre choix que de procéder à son arrestation.   
Huit mois plus tard, désormais vétérans de la guerre en Irak, Cal et ses trois autres amis retournent sur le sol américain. Pourtant, accueilli comme un héros tel que ses frères d'armes par leurs proches, il découvre que son demi-frère n'a pas été jugé équitablement et qu'il a écopé d'une peine de 25 ans de prison. Dès lors, il se retrouve alors en proie à un cruel dilemme : le laisser dépérir dans sa cellule ou bien tenter une évasion pour le libérer...

## Fiche technique
- Titre original : Semper Fi
- Titre français : Brothers in Arms
- Réalisation : Henry-Alex Rubin
- Scénario : Henry-Alex Rubin et Sean Mullin
- Montage : Kevin Tent et Kyle Valenta
- Musique : Hanan Townshend
- Photographie : David Devlin
- Production : David Lancaster et Karina Miller
- Sociétés de production : Concourse Media, Sparkhouse et Rumble Films
- Société de distribution : Lionsgate
- Pays d'origine :  États-Unis,  Royaume-Uni
- Langue originale : anglais
- Format : couleur
- Genre : drame
- Durée : 99 minutes
- Dates de sortie  :
  - États-Unis : 4 octobre 2019
  - Royaume-Uni : 4 novembre 2019
  - France : 27 janvier 2021 (VOD)

## Distribution
- Jai Courtney : Chris « Cal » Callahan
- Nat Wolff : Teddy « Oyster »
- Finn Wittrock : Jaeger
- Beau Knapp : Milk
- Arturo Castro : Snowball
- Leighton Meester : Clara
- Lance E. Nichols : Balfour
- Rachel Hendrix : Rachel
- Wayne Péré : Tom Nichols
- Sylvie Grace Crim : Carrie
- Ashton Leigh : Val